# رسائل الحنين إلى الياسمين
رسائل الحنين إلى الياسمين، مجموعة شعرية من مؤلفات الشاعرة والكاتبة العربية السورية غادة السمان، صدرت في عام 1996، عن منشورات غادة السمان في بيروت، لبنان.